# 韓邦憲
韓邦憲（1541年—1575年），字子成，號湖南，應天府高淳縣人，軍籍，明朝政治人物。

## 生平
嘉靖三十七年（1558年）戊午科應天府鄉試第三十八名舉人。嘉靖三十八年（1559年）中式己未科會試第二百四十六名，二甲第六十七名進士。户部观政，授工部屯田司主事，督修明永陵，四十三年春晉署虞衡司员外郎事主事，次年养病回籍。四十四年丁父憂，隆慶元年（1567年）祖母王氏去世，四年母亲去世，服除，六年起補刑部山西司员外郎，六月稍遷署浙江司郎中事，八月事授刑部郎中，十一月出官浙江衢州府知府，次年二月到任，六月卒于官，享年三十五。

## 家族
曾祖韓憶；祖父韓烈，贈知縣；父韓叔陽，嚴州知府。母黃氏（封孺人）。重庆下。